# Anatella fungina
Anatella fungina är en tvåvingeart som beskrevs av Eberhard Plassmann 1984. Anatella fungina ingår i släktet Anatella och familjen svampmyggor.
Artens utbredningsområde är Österrike. Arten är reproducerande i Sverige. Inga underarter finns listade i Catalogue of Life.